# 拉雷多區
拉雷多區（西班牙語：Distrito de Laredo）是秘魯的一個區，位於該國西北部拉利伯塔德大區的特魯希略省，始建於1961年12月28日，面積335.44平方公里，海拔高度89米，2005年人口32,260，人口密度每平方公里96人。